# Severní země

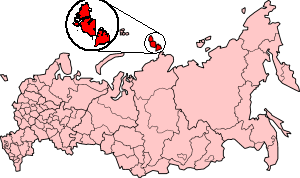
Poloha souostroví

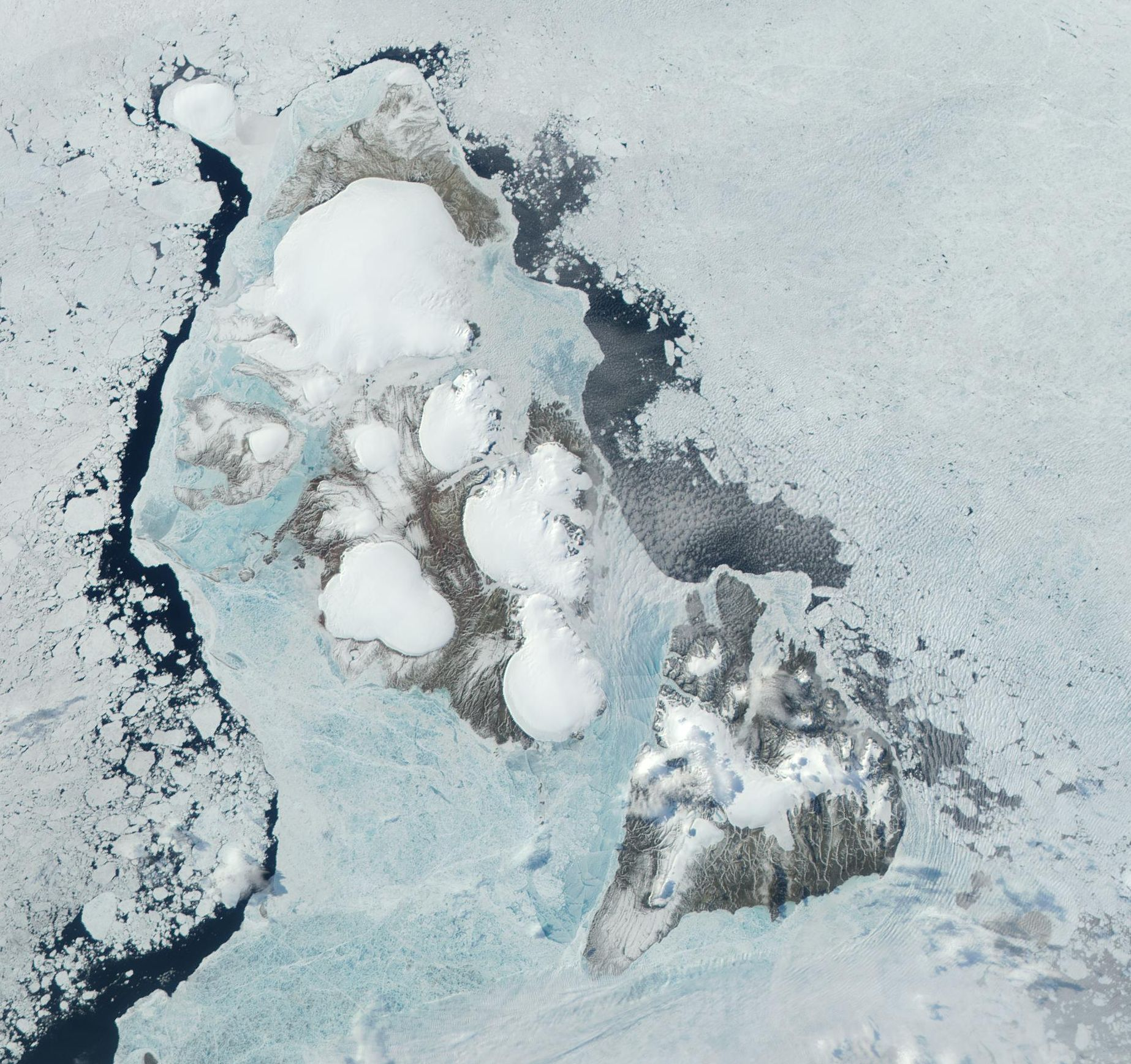
Souostroví z kosmu

Severní země (rusky Северная Земля) je souostroví na hranici Karského moře a moře Laptěvů na sever od poloostrova Tajmyr, od kterého ho odděluje Vilkického průliv (60 až 90 km široký). Jedná se o nejsevernější část Asie - Arktičeskij mys na ostrově Komsomolec 81°13' s.š. Administrativně náleží k Tajmyrskému autonomnímu okruhu Krasnojarského kraje v Rusku.
Souostroví se skládá ze čtyř velkých (Říjnové revoluce, Bolševik, Komsomolec a Pioněr) a několika malých (Šmidta, Malý Tajmyr, Starokadomského, Krupské) ostrovů. Souostroví má celkovou rozlohu přibližně 37 000 km².
Bylo objeveno 3. září 1913 expedicí B. A. Vilkického jako úplně poslední pevnina na Zemi. Poprvé bylo pak podrobně prozkoumáno v letech 1930 až 1932 expedicí Arktického institutu (G. A. Ušakov, N. N. Urvancev).
Vilkickij nazval ostrovy „Tajvaj“ podle svých lodí Tajmyr a Vajgač. V letech 1914 až 1926 neslo souostroví název Země Mikuláše II. (Земля Императора Николая II). V roce 2006 odhlasoval parlament Tajmyrského autonomního okruhu požadavek na návrat k původnímu jménu, ale ústřední orgány návrh zamítly. Na konci září 2020 byly podniknuty ve spolupráci s ruskou pravoslavnou církví další kroky k navrácení k původnímu jménu.
Pobřeží je skalnaté a srázné. Místy vysoké 300 m i více. Je členité hlubokými fjordovými zálivy. Souostroví představuje část Tajmyrsko-severozemského vrásnění v oblasti. Najdeme tu pískovce, břidlice, slíny, vápence, dolomity, přeměněné a vyvřelé horniny (diabasy a žula). Ostrovy mají plochý povrch a jsou silně zaledněny plošnými ledovci s nejvyššími vrcholy 965 m a 935 m n. m. Led pokrývá 47 % území, nachází se zde největší ledovec v Rusku: Ledovec Akademie věd o rozloze 5 575 km². Průměrná roční teplota činí –14 °C s letními maximy okolo nuly a zimními minimy kolem –30 °C.
Souostroví není trvale osídleno. Typickými živočišnými druhy jsou lumík velký a racek tříprstý, rostou zde převážně lišejníky.

## Ostrovy

| ostrov                  | rusky                        | rozloha (km²) | max.nadm.výška (m) |
| ----------------------- | ---------------------------- | ------------- | ------------------ |
| ostrov Říjnové revoluce | Остров Октябрьской Революции | 14 204        | 965                |
| Bolševik                | Большевик                    | 11 206        | 935                |
| Komsomolec              | Комсомолец                   | 8812          | 780                |
| Pioněr                  | Пионер                       | 1527          | 382                |
| Šmidtův ostrov          | Остров Шмидта                | 430           | 325                |
| Malý Tajmyr             | Малый Таймыр                 | 250           | 31                 |
| ostrov Starokadomského  | Остров Старокадомского       | 110           | 41                 |
| ostrov Krupské          | Остров Крупской              | 110           | 49                 |
| Najďonyš                | Найдёныш                     |               | 44                 |

## Odraz v kultuře
- Objevení Severní země je jedním z hlavních témat románu Dva kapitáni od sovětského prozaika Veniamina Kaverina.
- V ruském sci-fi románu Pád vládce od Grigorije Borisoviče Adamova se část děje odehrává na Severní Zemi v tajné podmořské vesnici.
- Severní země je jednou z lokalit ruského tajného zařízení ve filmu Zlaté oko ze série James Bond z roku 1995.
- Severní země je jedním z míst, kde se odehrává americký film Pacific Rim: Povstání z roku 2018.